# Sturnia
Sturnia är ett fågelsläkte i familjen starar inom ordningen tättingar: Släktet omfattar vanligen fyra arter med utbredning i Asien från Afghanistan till södra Kina, Sri Lanka och Vietnam:
- Mandarinstare (S. sinensis)
- Pagodstare (S. pagodarum)
- Andamanstare (S. erythropygia)
- Gråhuvad stare (S. malabarica)

Tidigare placerades arterna i släktet Sturnus, men flera genetiska studier visar att det är starkt parafyletiskt, där de flesta arterna är närmare släkt med majnorna i Acridotheres än med den europeiska staren (Sturnus vulgaris).